# Charles Chiniquy
Pour les articles homonymes, voir Chiniquy (homonymie).
Charles Chiniquy, né le 30 juillet 1809 à Kamouraska et mort le 16 janvier 1899 à Montréal, est un ecclésiastique canadien-français. Initialement prêtre catholique, il se convertit au protestantisme et devient pasteur presbytérien.
Ayant écrit plusieurs livres de nature religieuse, traduits et publiés à l'international, Charles Chiniquy est l'auteur canadien ayant eu la plus grande diffusion de son époque. Toute sa carrière, il lutte contre l'alcoolisme dans le cadre du mouvement de la tempérance. Surnommé le Luther du Canada après sa conversion, il est devenu un prédicateur anticatholique très actif, étant au cœur de nombreuses controverses religieuses et visitant de plusieurs pays.

## Biographie
(août 2025).
Charles-Paschal-Télesphore Chiniquy naît le 30 juillet 1809 dans le village de Kamouraska, au Bas-Canada. Il est le fils de Charles Chiniquy, futur notaire, et de Reine Perrault, fille de Michel Perrault, marchand, instituteur et coseigneur de Rivière-Ouelle. Il perd son père à l'âge de douze ans et est recueilli par son oncle Amable Dionne. Il étudie au petit séminaire de Nicolet à partir de 1822. Ordonné prêtre en 1833, il est envoyé dans les paroisses de Saint-Roch, Beauport puis Kamouraska. En 1842, il quitte Beauport pour avoir fait des avances à la ménagère du presbytère.
Pendant les années 1840, il mène une campagne très efficace contre l'alcool et l'ivrognerie dans tout le Canada-Est. Il publie en 1844 un manuel de tempérance, qui est un grand succès de librairie. Antoine Plamondon peint son portrait en 1843, et Théophile Hamel fait une lithographie de lui. Il acquiert une telle renommée que, en 1848, Ignace Bourget, l'évêque de Montréal, le nomme missionnaire itinérant de la tempérance pour son diocèse. Il est surnommé à cette époque l'« apôtre de la tempérance ».
Entre-temps, il arrive à Longueuil en 1846 et complique le travail de la congrégation des Sœurs des saints Noms de Jésus et de Marie, s'opposant notamment à Marie-Rose Durocher.
Malgré une grande popularité personnelle et l'appui d'Ignace Bourget, Chiniquy est trop turbulent, et son insoumission ainsi que des rumeurs d'inconduite sexuelle  lui valent une suspension en septembre 1851. Son indépendance d'esprit est mal vue dans le contexte ultramontaniste de l'époque. On l'envoie alors en Illinois comme prêtre colonisateur. En tant que curé de la paroisse de Sainte-Anne, dans le comté de Kankakee, au sud de Chicago, il s'oppose très vite à des évêques irlandais intransigeants, notamment sur la propriété des biens immobiliers de l'Église, et est suspendu en août 1856, puis excommunié le 3 septembre par l'évêque Anthony O'Regan.
Il se plaint d'injustice et, malgré plusieurs tentatives de réconciliation de sa part et de celle des évêques du Canada, l'excommunication est rendue définitive en août 1858 par l'évêque James Duggan. Chiniquy quitte alors l'Église catholique romaine, entraînant avec lui pratiquement toute sa paroisse de Sainte-Anne, pour fonder une communauté catholique indépendante, l'Église catholique-chrétienne (ECC). Cependant, sa communauté et lui adhèrent très rapidement au protestantisme, et il est ordonné pasteur de l'Église presbytérienne aux États-Unis d'Amérique le 1er février 1860. Des conflits avec les pasteurs locaux entraînent sa suspension en juin 1862 par le consistoire de Chicago. Chiniquy se joint alors à l'Église presbytérienne du Canada, organisation à laquelle il appartiendra pour le reste de sa vie, tout en demeurant pasteur de Sainte-Anne pendant plusieurs années.
Il devient un critique virulent de l'Église catholique romaine et de sa théologie, affirmant que cette Église est païenne, qu'on y vénère la Vierge Marie, que sa théologie, antichrétienne, souille l'Évangile. Il soutient aussi que l'afflux aux États-Unis d'immigrants catholiques en provenance d'Irlande, d'Allemagne et de France est le résultat d'un complot du Vatican. Plus tard, il dénoncera deux autres « complots » du Saint-Siège : la guerre de Sécession et l'assassinat du président Abraham Lincoln, les assassins de Lincoln étant selon lui des catholiques romains aux ordres des jésuites et du pape Pie IX.
Son zèle de nouveau converti et la virulence de ses propos et de ses dénonciations de son ancienne Église sont tels qu'il déclenche généralement des violences là où il passe. En 1859, il est victime d'une tentative d'assassinat à Mont-Saint-Hilaire. On associe son zèle comme une réaction à l'anti-protestantisme des catholiques de l'époque.
En 1864, il épouse Euphémie Allard, de sa paroisse de Sainte-Anne. Ils eurent un fils mort en bas âge, deux filles et en adoptèrent une autre.
Durant le reste de sa carrière, il sera un prédicateur anticatholique acharné, gagnant sa vie grâce à des ouvrages et des discours contre l'Église catholique romaine. Ses deux principaux livres sont Cinquante ans dans l'Église romaine et Le prêtre, la femme et le confessionnal. Surnommé le Luther du Canada, il est appelé par les protestants évangéliques à participer à des tournées de conférences partout au Québec et ailleurs en Amérique du Nord, ainsi qu'en Europe, en Australie et en Nouvelle-Zélande.
Même s'il continue ses tournées de conférences jusqu'à la fin de sa vie, Chiniquy prend sa retraite comme pasteur de Sainte-Anne en 1888. Il quitte sa paroisse en 1892 et meurt le 16 janvier 1899 à Montréal à l'âge de 89 ans. 

## Ouvrages
Charles Chiniquy publie plusieurs livres et pamphlets religieux à succès, presqu'exclusivement après sa conversion au protestantisme.
- Manuel de la Société de tempérance (1844)
- Le Suisse méthodiste confondu et convaincu d'ignorance et de mensonge (1851)
- L'ennemi de la Sainte Vierge et de Jésus-Christ est l'Église de Rome (1863)
- La prêtre, la femme et le confessionnal (1875)
- The Perversion of Dr. Newman to the Church of Rome (1883)
- Le vrai contre-poison pour faire disparaître la confession auriculaire (1884)
- Dr. Chiniquy to Senator Tassé and Mgr. Lynch (1884)
- Cinquante ans dans l'Église romaine (1885)
- Papal Idolatry: An Exposure of the Dogma of Transubstantiation and Mariolatry (1888)
- The Two Chiniquys: Father Chiniquy vs. Minister Chiniquy (1893)
- Father Chiniquy’s Dying Confession (1899)
- Forty Years in the Church of Christ (1900, à titre posthume)

## Jugement de l’Encyclopédie catholique de 1913 (On Imposters)
On considère comme moins crédible l'histoire du Pasteur Chiniquy (1809-1899) qui, pendant des années, dénonça dans des pamphlets enflammés, notamment « La Femme, le prêtre et le confessionnal », des abus supposés de l'Église catholique. Il est admis que Chiniquy a été suspendu deux fois par deux évêques différents avant de se séparer de l'Église. Herbert Thurston, est convaincu que ses suspensions ont été motivées par de graves fautes morales dont les évêques en question auraient eu une pleine et entière information, quoique, comme cela arrive souvent dans de tels cas, les jeunes filles qu'il avait séduites n'ont pu être convaincues de faire face aux conséquences d'un procès public en déposant sous serment.
Si ses premiers livres, écrits juste après avoir quitté l'Église, ne comportent pas d'attaques contre la moralité du clergé catholique mais se concentrent plutôt sur des questions doctrinales ou de foi, ce n'est pas le cas dans ses ouvrages ultérieurs : dans 50 ans dans l'Église de Rome (1885), il se présente comme forcé de dénoncer le catholicisme à cause des trop nombreux scandales dont il avait été témoin.

## Influence
Au Québec, aucune rue ni aucun lieu ne portent son nom. Même s'il fut un temps un homme public important, ses grandes réalisations dans les campagnes de tempérance ont été cachées dès son excommunication par l'Église catholique.  

## Culture populaire
Au Canada francophone catholique, « Chiniquy » a été utilisé comme terme péjoratif dans le langage populaire après sa conversion au protestantisme. Le mot était employé comme nom commun pour désigner un mécréant ou une personne anticléricale. 
Dans la télésérie Les Pays d'en haut, diffusée à la télévision de Radio-Canada de 2016 à 2021, Charles Chiniquy a servi d'inspiration négative pour créer le personnage du curé Caron. 

## Archives
Le fonds d'archives de Charles Chiniquy est conservé au centre d'archives de Montréal de Bibliothèque et Archives nationales du Québec.